# تلمبه صحبت قنبری
تلمبه صحبت قنبری یک منطقهٔ مسکونی در ایران است که در دهستان میان‌ده واقع شده‌است.